# 錦札

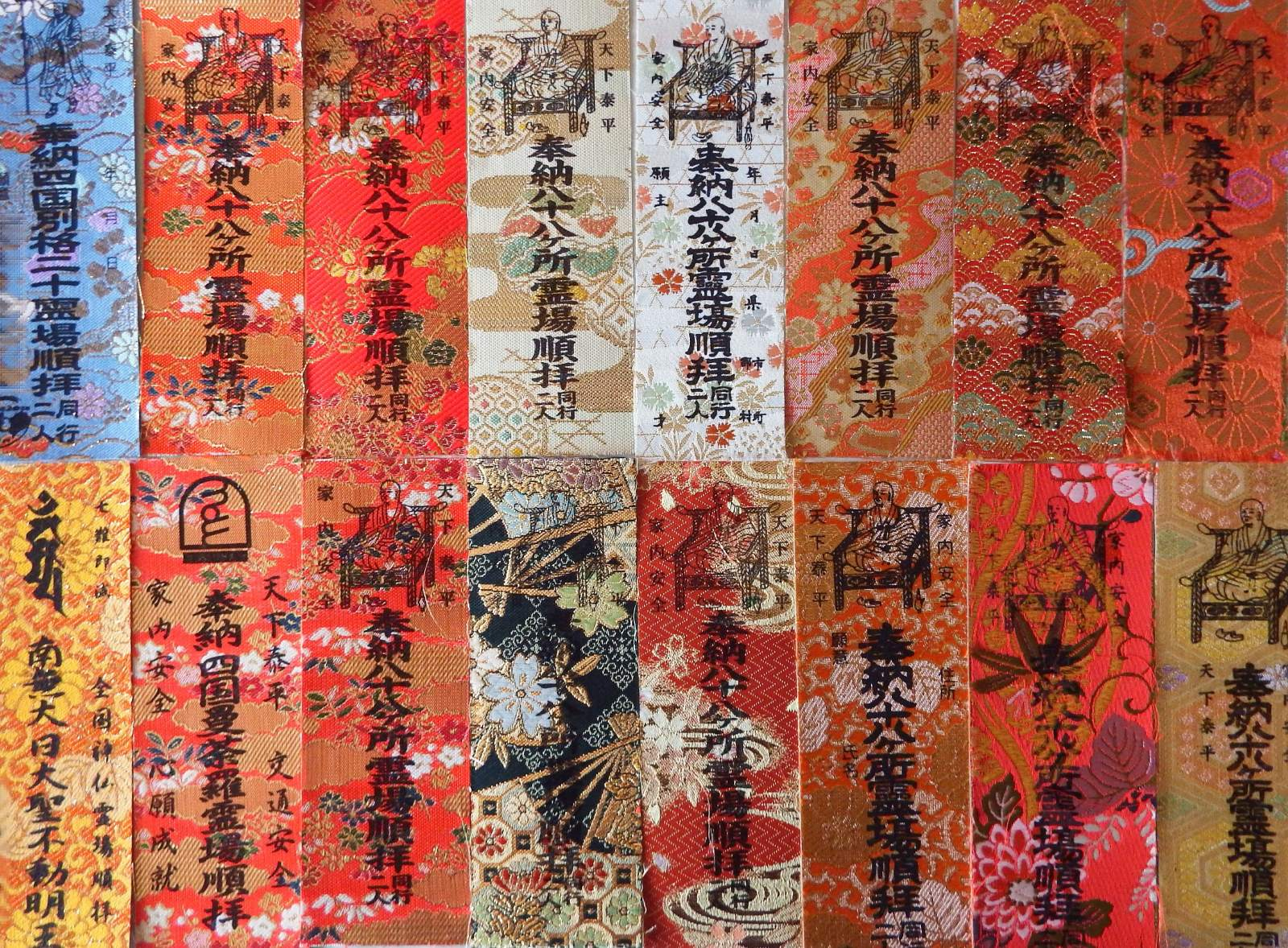
錦札のいろいろ

錦札（にしきふだ）は、四国八十八箇所を99回巡拝し結願した人が、100回目から使用できる納め札である。公認先達は、25回目から使用できる銀札や50回目から使用できる金札を霊場寺院を通じて霊場会に申請すれば、公認の銀札・金札を作ってもらえるが、錦札にはその制度はなく、錦札の生地やデザインを自分で選定して遍路用品店に注文して作成する。また、既製品もあり、裏にのみ氏名を印刷したり、ゴム印を押したりして使用している者もいる。大きさに決まりは無いが金札より大きいと云われており、標準的には、16.5cm位×5.8cm位のものが多い。
- 四国別格二十霊場の納札の色は、巡拝回数でなく先達階級で変わるため、錦札は特任大先達のみが使用できる。
- 新四国曼荼羅霊場の錦札は、上記、四国別格二十霊場と同様。
- 四国三十六不動霊場の錦札は、144回以上の巡拝から使用できる。
- 西国三十三所は白札のみで錦札など色札はない。

## 概要

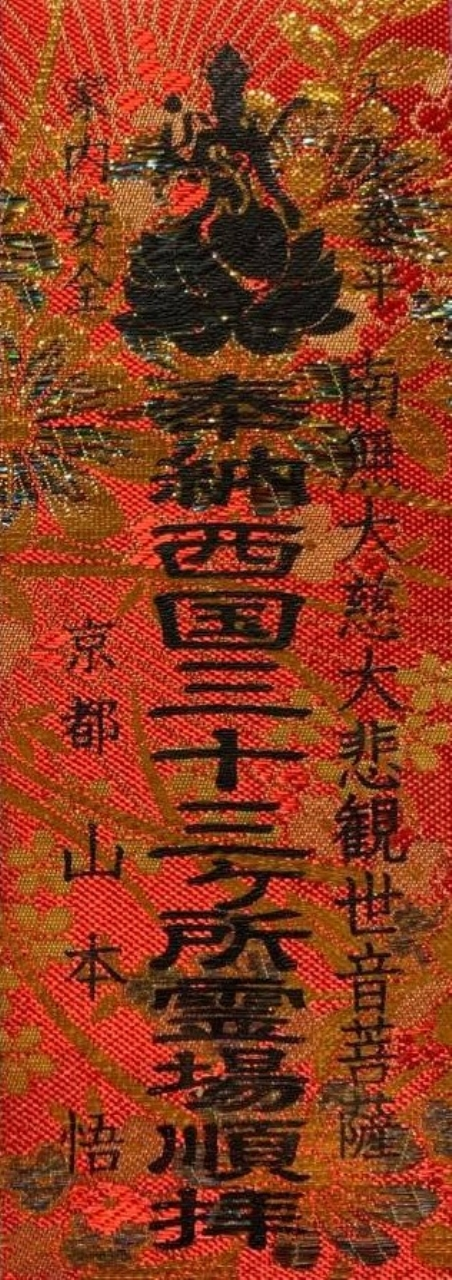
西国三十三所の錦札

納札は納札箱に納められていることから、納札箱に手を入れて錦札を探すものがいるが、他人の業を受ける行為でお遍路ではそれは重大なマナー違反とされる。また錦札はほとんどの場合、納札箱に入れない。100回以上回られている方の多くが通常は金札を利用している。多くの場合、ご縁のある人にという意味で、5円玉と一緒に納札箱の上に置かれているケースが多いが、お寺に確認していただくようにする。また、そういった形で錦の御札を手に入れた場合、お礼の手紙を送るのがマナーとされていたが、感染症の流行や個人情報をめぐる情勢の変化によりその必要は無くなった。病人の枕の下に入れたり、お守り代わりにしたり、中には糸をほぐして煎じて飲むものもいるなど千枚通しと同じ利用もされるが、まったくの迷信である。四国の店舗などでは額に入れて縁起物として飾ってあるお店がある。四国八十八箇所霊場を一週まわるのに少なくても10万円から30万円近くの費用がかかる、それを100回以上回る遍路者の納札であることから、裕福であり健康であり達観された修行者である錦の御札を利用するものの幸徳を頂けるお札とされるが、昨今は門を出て不正に重ねうちの回数を加えるものもおり、そのような者の錦札のご利益は無いであろう。四国霊場八十八箇所のお砂踏みと同じく四国霊場すべての霊場の幸徳を頂けるものとされるが、迷信である。不正な回数で作成する偽物も多く、お礼の手紙を送る慣習を悪用し、自分の宗教団体や関連団体への勧誘するために置かれている場合が多いので現在では注意が必要となった。一時期は、寺院内、ネットで販売する人間もおり、各寺は注意しており、扱いに注意が必要なお札であるし、見栄や虚栄心で作成する者もいて、いただいても何の意味もない錦札もあり、扱いが難しいお札でもある。霊場は錦札あっても、護摩では一般の札と同様にお焚き上げを行う。